# Cryptanthus minarum
Espèce
Cryptanthus minarum est une espèce de plantes à fleurs de la famille des Bromeliaceae, endémique du Brésil et décrite en 1955 par la botaniste américain Lyman Bradford Smith.

## Distribution
L'espèce est endémique de l'État de Minas Gerais dans le Sud-Est du Brésil.

## Description
Selon la classification de Raunkier, l'espèce est hémicryptophyte.